# 鵜沼夫婦龍神社
鵜沼夫婦龍神社（うぬまめおとりゅうじんしゃ）は、岐阜県各務原市にある神社。

## 概略
創建時期は昭和14年4月7日。名古屋の三輪豊吉氏を発起人とし、世話人である橋本錠太郎、重松賢蔵、内藤治三郎、寺沢和三郎、野田忠一、加賀定太郎、鬼頭悦三郎の諸氏の協力を得て鵜沼山崎町に創建された。
鵜沼山崎町の北部丘陵地は明治以降は共有林となっていたが、昭和13年頃から大西土地による分譲地となり、その一画を購入したのが三輪豊吉氏である。

## 縁起碑石の銘文
神社入り口の碑石には、以下の夫婦龍神縁起が記されている。
"抑当龍神社の草創は、去昭和十三年九月、此地を購求せし後、岩陰に二匹の蛇の棲息せるを見るも、余人は不知と、由りて占を立てしに、古来祠を設け、祭祀をなしありしが、偶近時荒廃に任せ、祭祀も中絶しある由を知るに至り、三輪豊吉発願主となり、慈に再び祭祀をなさんと欲し、世話人諸氏の協力を得、即ち社殿を新宮し、夫婦龍神と号け、昭和十四年四月七日の吉辰をトし、鎮座の祭典を修せしに由来する、⬜︎来、七日を祭日定め、月例祭を継続し、今歳満二十年を迎うるに当たり、縁起を録し、記念となすと云爾。維時昭和卅四年四月七日、発願主・三輪豊吉誌"

## 所在地
- 岐阜県各務原市鵜沼山崎町7丁目8

## 交通機関
- JR高山本線 鵜沼駅より500m。
- 名鉄犬山線・各務原線 新鵜沼駅より700m。